# Warszówka (województwo mazowieckie)
Warszówka – wieś sołecka w Polsce położona w województwie mazowieckim, w powiecie otwockim, w gminie Sobienie-Jeziory.
Wieś jest położona przy granicy Mazowieckiego Parku Krajobrazowego, występuje duża różnorodność fauny i flory. Duże złoża torfu. Założona po 1827 r. w dobrach osieckich hrabiów Potockich na gruntach Warszawic jako osada kolonistów polskich i niemieckich. 
Warszówkę przecina linia kolejowa Pilawa – Skierniewice, otwarta 3 października 1954. Wówczas na tym szlaku gościły składy osobowe i towarowe ciągnięte przez parowozy. Linia dwutorowa na całej swojej długości już od czasu oddania jej do użytku. Wyjątkiem jest odcinek Warszówka – Góra Kalwaria, na którego trasie znajduje się jednotorowy most przez rzekę Wisłę. W 2004 roku PKP zawiesiło ruch regionalny na linii Skierniewice – Pilawa – Łuków tłumacząc to nierentownością linii. Od czerwca 2009 roku na przystanku zatrzymuje się jedna para pociągów osobowych dziennie.
Nieczynny przystanek kolejowy, drewniane domy numer: 3,17,39,45, naprzeciw 47,49 oraz 55. Chata kryta strzechą numer 57. Stodoły kryte strzechą numer 6 i 21. Kapliczki w pobliżu obejść numer 47 i 19.
W latach 1975–1998 miejscowość należała administracyjnie do województwa siedleckiego.
Wierni Kościoła rzymskokatolickiego należą do parafii św. Jana Chrzciciela w Warszawicach.